# 가오슝 첩운

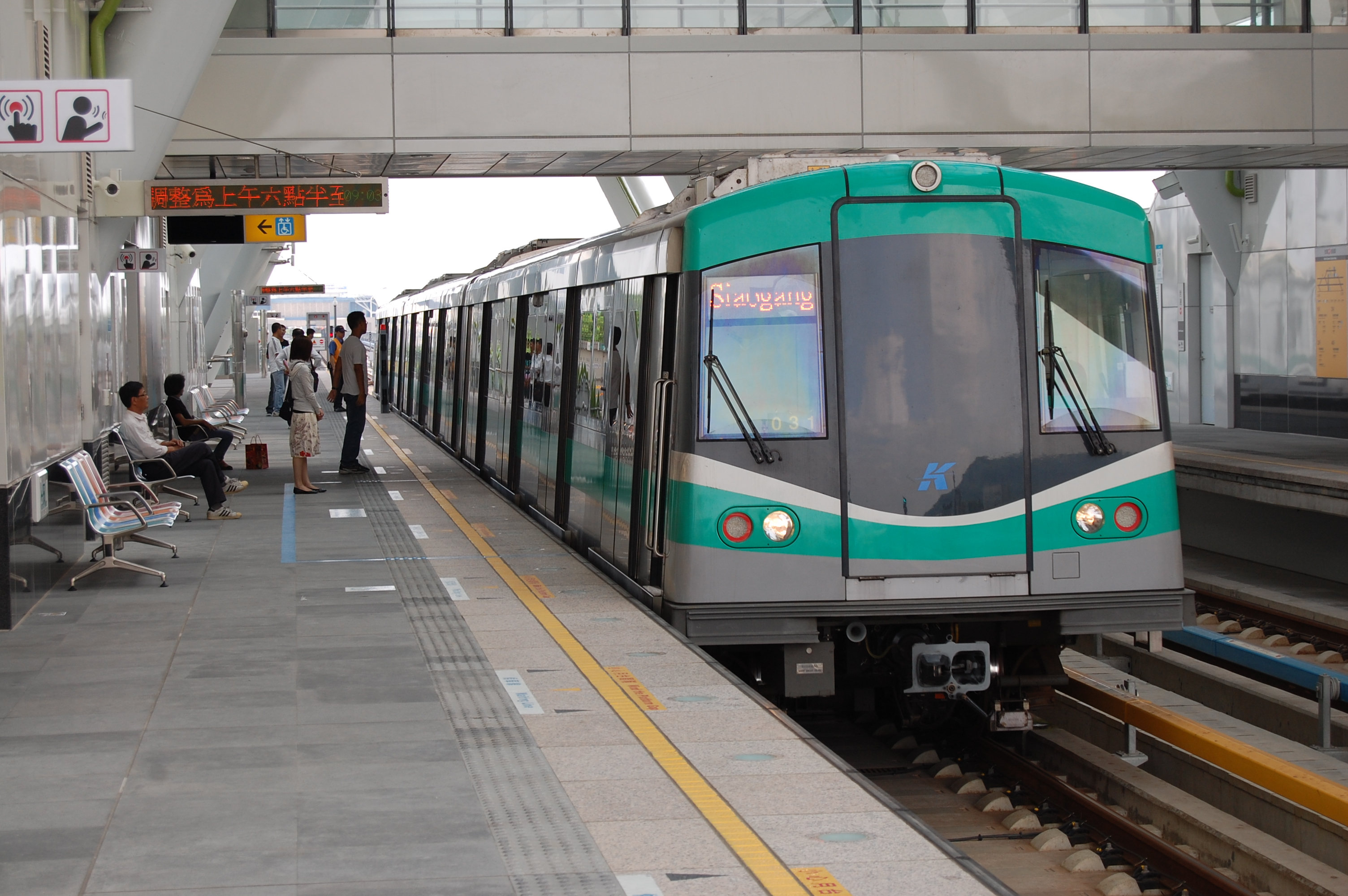
홍선의 전차（스윈 역）

가오슝 철도 노선도

가오슝시 도회구 대중첩운계통(중국어 정체자: 高雄市都會區大衆捷運系統, 한자음: 고웅시 도회구 대중첩운계통, 영어: Kaohsiung Mass Rapid Transit System, KMRT), 일명 가오슝 첩운(高雄捷運, 영어: Kaohsiung Metro) 또는 고첩(高捷)은 대만 가오슝시의 도시 철도이다.

## 개요
가오슝 첩운 공사(Kaohsiung Rapid Transit Corporation, KRTC)에 의해서, 36년간 BOT 방식으로 운영되고 있다. 2006년 말 개업을 향해서 건설중이었지만 공사의 지연 때문에, 우선 2007년 10월로 연기되었고 더욱이 홍선은 2007년말, 귤선은 2008년 9월로 다시 연기되었고 그 후 더욱 연기를 거듭하게 되었다.
홍선은 2008년 1월 31일에 전선의 궤도 공사가 완성되어, 3월 9일에 샤오강 역 - 차오터우 역간이 정식 개업했다. 개업에 앞서 2월 8일부터 2월 11일까지, 샤오강 역 - 산둬상권역간에 무료 승차가 실시되었다. 또 개업 후 29일간(4월 7일까지)은 전선이 무료로 운행되었다.
단, 가오슝시 중심부의 메이리다오 역의 공사는 더욱 늦어져, 홍선이 개업한 후에도 전 열차가 그냥 통과하고 있었지만, 귤선의 전 노선이 개통한 후 9월 14일에 개업했다.
귤선은 같은 해 9월 14일, 시쯔완 역 - 다랴오 역간이 정식 개업했고, 9월 21일에는 개통 기념식전을 했다. 개업 후 30일간(10월 21일까지)은 전선이 15위안의 우대 운임을 실시했다.
첩운 시스템의 완성 후에는 지하철·고가 구간에 의한 교통 체계가 된다. 또 라이트 레일 (LRT)도 2015년 10월 시운전을 개시했다.

## 가오슝 첩운 소녀
2014년 11월, 첩운 애니메이션 축제를 맞아 소녀 캐릭터 '샤오충'을 공개했다. 이것이 선풍적인 인기를 얻어 첩운 공식 마스코트, '가오슝 첩운 소녀(高捷少女, K.R.T. Girls)'로 활용되기 시작했다. 이후 '에밀리아', '제얼', '나나'가 추가로 등장하며 소녀단이 완성되었다.

## 노선
| 노선                         | 노선                            | 노선                            | 구간                         | 거리（km）                 | 길이      | 현황                                        | 체계                    | 공장                                      | 비고                              |
| ---------------------------- | ------------------------------- | ------------------------------- | ---------------------------- | -------------------------- | --------- | ------------------------------------------- | ----------------------- | ----------------------------------------- | --------------------------------- |
|                              | 홍선                            | 본선                            | 남강산－샤오강               | 28.3                       | 41.52     | 운영종                                      | 높은 볼륨               | 북비고 남비고                             |                                   |
| 가오슝 첩운 강산 루주 연신선 | 홍선                            | 다후－남강산                    | 13.22                        | 승인                       | 41.52     | 북비고                                      | 높은 볼륨               | 첫 번째 단계가 강산대역을 연신하게습니다. |                                   |
| 린유엔 연신선                | 홍선                            | 샤오강—린유엔 공업구            | 12.2                         | 12.2                       | 장기 계획 | 라이트 레일                                 |                         |                                           |                                   |
| 동강 연신선                  | 홍선                            | 우팡—다픙완                     | 10.9                         | 10.9                       | 장기 계획 | BRT                                         |                         |                                           |                                   |
|                              | 귤선                            | 본선                            | 시쯔완—다랴오                | 14.4                       | 28.4      | 운영종                                      | 높은 볼륨               | 다랴오 비고                               |                                   |
| 핑동 연신선                  | 귤선                            | 펑산궈중—대만 설탕 핑동종공장   | 14.0                         | 감사종                     | 28.4      | 핑동 비고                                   | 높은 볼륨               |                                           |                                   |
| 다랴오 연신선                | 귤선                            | 다랴오—린유엔                   | 14.67                        | 14.67                      | 장기 계획 | BRT                                         |                         |                                           |                                   |
|                              | 타이완 철로 관리국 첩운         | 쭤잉 프로젝트                   | 쭤잉─내이웨이                | 4.12                       | 15.26     | 건설종                                      | 타이완 철로 관리국 첩운 | 신쭤잉 마당 차우조우 마당                 | 예보2017년통차                    |
| 가오슝 프로젝트              | 타이완 철로 관리국 첩운         | 예술권－캐공관                  | 9.75                         |                            | 15.26     | 건설종                                      | 타이완 철로 관리국 첩운 | 신쭤잉 마당 차우조우 마당                 | 예보2017년통차                    |
| 펑산 프로젝트                | 타이완 철로 관리국 첩운         | 징이－펑산                      | 4.283                        |                            | 15.26     | 건설종                                      | 타이완 철로 관리국 첩운 | 신쭤잉 마당 차우조우 마당                 | 예보2017년통차                    |
|                              | 서클 경전철                     | 수안선                          | 신광공—하마센 가오슝강       | 8.7                        | 22.1      | 건설종                                      | 라이트 레일             | 첸전 마당 룡십육 마당                     | 예보2015년10원통차                |
| 환상선1단계                  | 서클 경전철                     | 이싱로—신광공                   |                              | 8.7                        | 22.1      | 건설종                                      | 라이트 레일             | 첸전 마당 룡십육 마당                     | 예보2015년10원통차                |
| 환상선2단계                  | 서클 경전철                     | 하마센 가오슝강—이싱로          | 13.4                         | 승인 아직 건설은 없습니다. | 22.1      | 철도 지하화 예정에 따라 .                   | 라이트 레일             | 첸전 마당 룡십육 마당                     |                                   |
|                              | 종선                            | 종선                            | 신광공—우송                  | 10.72                      | 10.72     | 장기 계획                                   | 라이트 레일             | 우송비고                                  |                                   |
|                              | 황선                            | 황선                            | 드림몰—우송                  | 14.3                       | 14.3      | 장기 계획                                   | 라이트 레일             | 우송비고                                  |                                   |
|                              | 펑산선                          | 펑산선                          | 륄씨앙 고등학교—우송         | 10.38                      | 10.38     | 타당성 평가를 실시한다                      | 라이트 레일             | 우송비고                                  |                                   |
|                              | 이엔차오선 （학원 라이트 레일） | 이엔차오선 （학원 라이트 레일） | 완종강—고잉다이엔차오 캠퍼스 | 16.4                       | 16.4      | 장기 계획                                   | 라이트 레일             | 유창 비고                                 | 이전 계획은 반환했다，다시 계획종 |
|                              | 유창 연산선                     | 유창 연산선                     | 쭤잉—완종강                  | 6.4                        | 6.4       | 장기 계획                                   | BRT                     | 유창 비고                                 |                                   |
|                              | 녹선                            | 녹선                            | 우지아륄롱—후징              | 16.15                      | 16.15     | 장기 계획                                   | BRT                     |                                           |                                   |
|                              | 풔광산선                        | 풔광산선                        | 치랴오—츠장차아오            | 16.06                      | 16.06     | 장기 계획                                   | BRT                     |                                           |                                   |
|                              | 크로스 하버 케이블카            | 1단계 본선                      | 하마센—치호우                | -                          | 3.05      | 계획종                                      | 케이블카 체계           | -                                         |                                   |
| 2단계 본선                   | 크로스 하버 케이블카            | 해안공원—85빌딩/신광            |                              | 장기 계획                  | 3.05      | 국방부의 걱정 때문에，이제는 안됐으 것같아. | 케이블카 체계           | -                                         |                                   |

## 같이 보기
- 지하철 목록
- 타이베이 첩운